# Edificio de acero

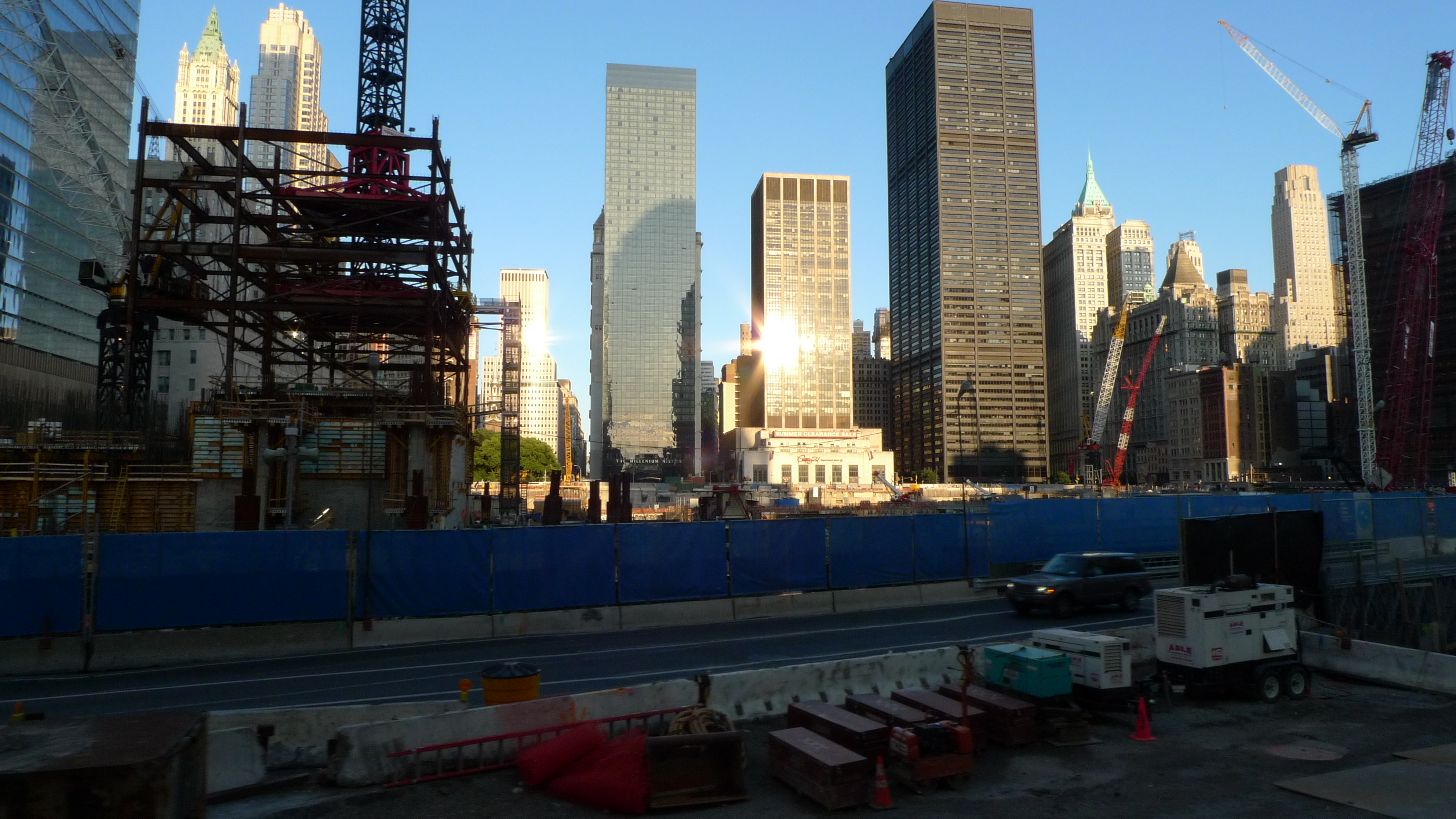
Construcción del 1 World Trade Center, edificio de acero.

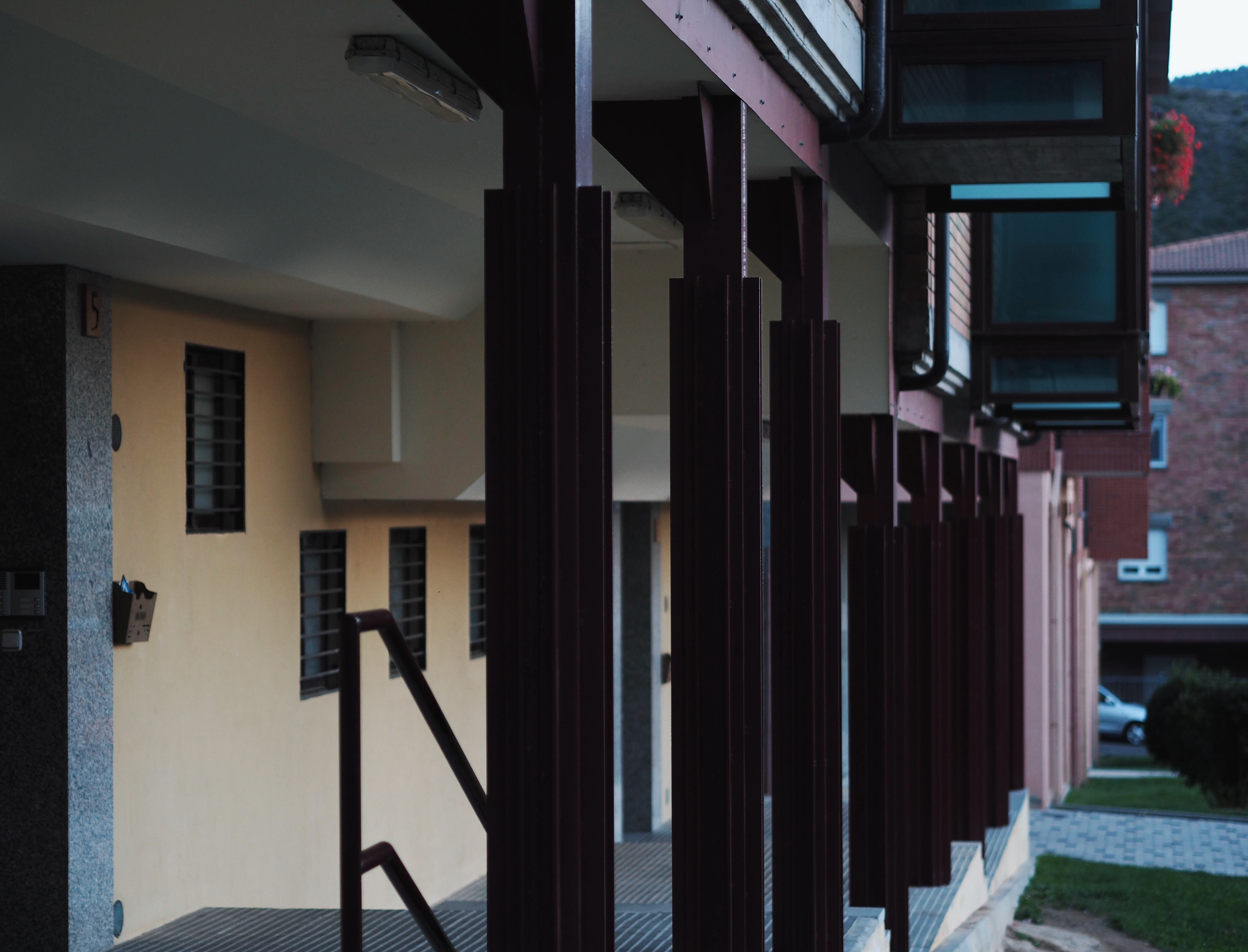
Estructura de acero en un edificio de viviendas de Sabiñánigo

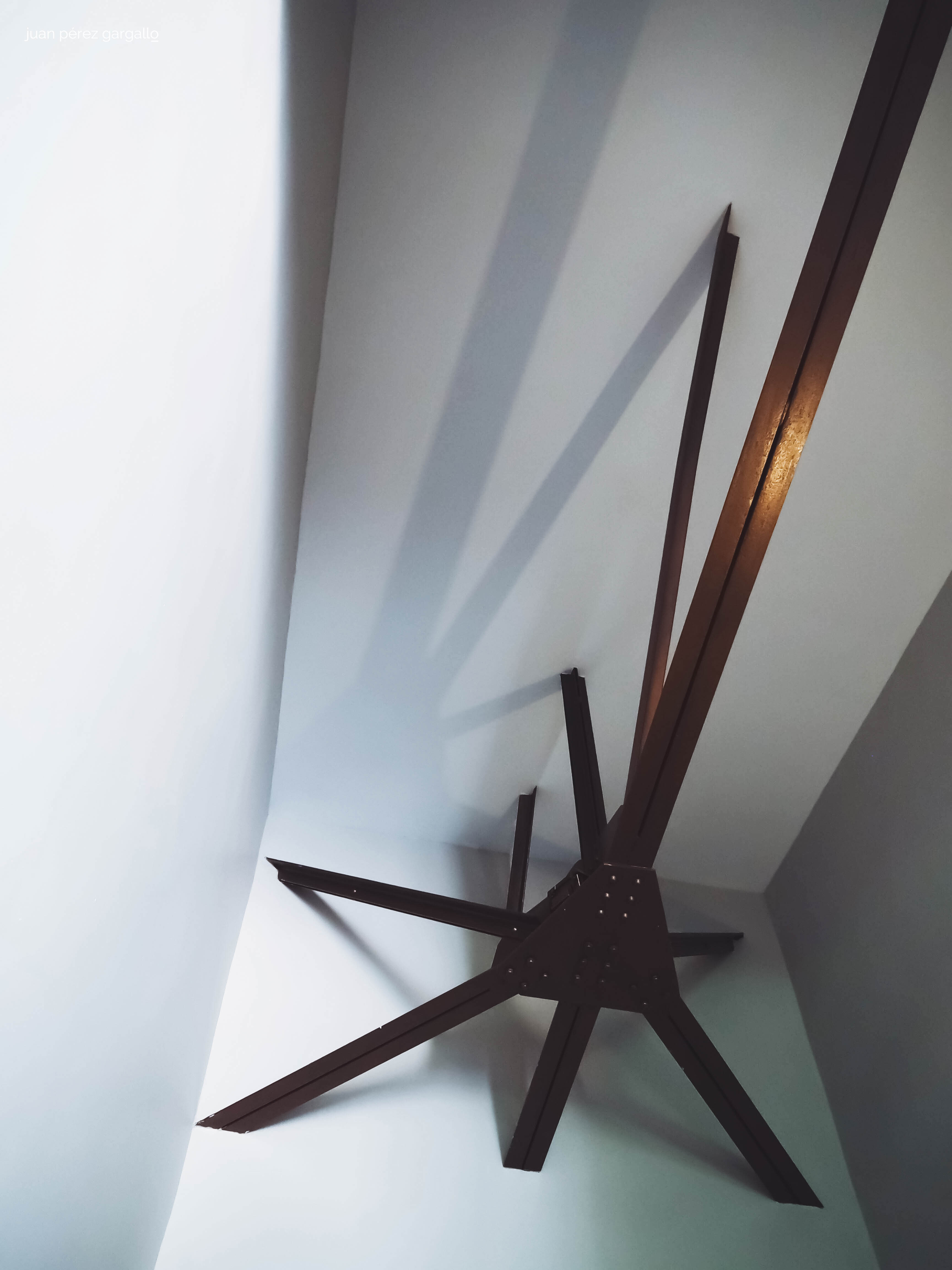
Estructura de acero

Un edificio de acero es una estructura metálica fabricada con acero para el apoyo interno y, comúnmente aunque no exclusivamente, para el revestimiento exterior. Estos edificios se utilizan para una variedad de propósitos, incluyendo el almacenamiento, espacio de oficinas o viviendas.

## Historia
El uso de acero para construir edificios se inició a comienzos del siglo XX, pero se generalizó después de la Segunda Guerra Mundial, cuando hubo mayor disponibilidad de este material. Los edificios de acero han sido ampliamente aceptados porque se pueden desarrollar estructuras mucho más altas que con el hormigón, situación muy valorada en las grandes ciudades del mundo donde los terrenos son escasos.

El desarrollo de edificios de acero ha tenido gran innovación con el uso de computadoras.

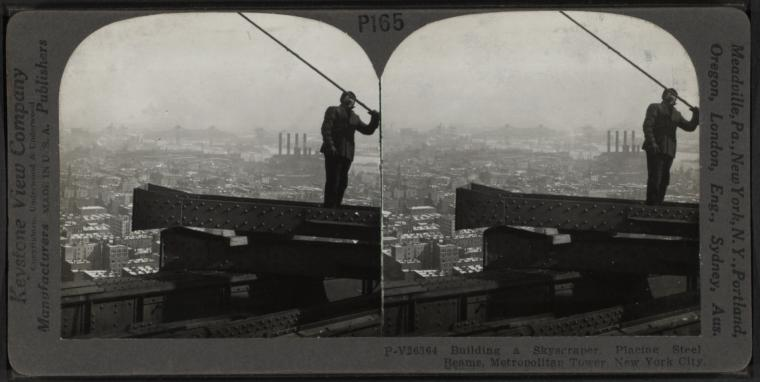
Nueva York fue una de las primeras ciudades del mundo en que se usó acero en edificios.

## Componentes

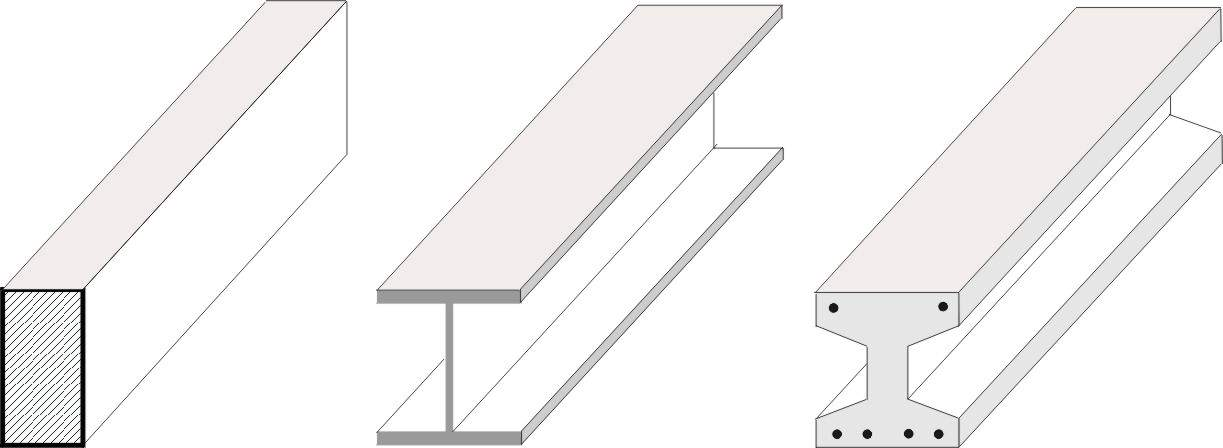
El perfil es uno de los componentes vitales de todo edificio de acero.

El moderno edificio de acero se compone de muchos elementos individuales que han evolucionado con el tiempo. La eficacia de fabricación se obtiene con la producción en masa de algunos elementos. Con el beneficio del diseño asistido por computador (CAD), los fabricantes han sido capaces de producir más formatos y variaciones dimensionales.

## Beneficios y desventajas
Entre los beneficios se encuentran 

- Alta calidad
- Bajo costo de mantenimiento
- El acero no es combustible
- Los componentes pueden ser reutilizados
- Fuerte, resistente y estable
- Dimensionalmente estable
- La construcción es rápida en comparación con otros materiales
- Resistente a las termitas y otros insectos destructivos
- Mayor rentabilidad en comparación con otros métodos de construcción
- Resistencia sísmica

Desventajas
- Conduce el calor con mucha mayor facilidad
- El acero sufre corrosión
- Es necesario proteger la estructura contra el fuego
- Precio superior al de una estructura de hormigón o madera